# Giulio Antonio Santori
Giulio Antonio Santori (Santorio), (ur. 6 czerwca 1532 w miejscowości Caserta, zm. 7 czerwca 1602 w Rzymie) – włoski kardynał.

## Życiorys
Pochodził ze szlacheckiej rodziny. Studiował na uniwersytecie w Neapolu, uzyskując tytuł doktora prawa rzymskiego i kanonicznego. Początkowo pracował jako świecki prawnik, ale porzucił karierę i w 1557 przyjął święcenia kapłańskie. Był proboszczem parafii Sant'Orso d'Ercole w rodzinnej Casercie przez kilka lat. Od 1559 działał w trybunale inkwizycyjnym, najpierw w Casercie, potem w Neapolu i Rzymie; uczestniczył w procesie wytoczonym kardynałowi Giovanniemu Girolamo Morone. Wikariusz Caserty 1560-63, następnie przez rok wikariusz generalny archidiecezji Neapol. Wezwany do Rzymu za pontyfikatu Piusa IV, został oskarżony o udział w spisku na życie papieża. Dzięki protekcji kardynałów Karola Boromeusza i Michele Ghisleri udało mu się oczyścić z tych zarzutów. Kiedy Ghisleri został w 1566 papieżem, mianował Santoriego arcybiskupem Santa Severina, a 1570 kreował go kardynałem prezbiterem tytułu S. Bartholomaei in Insula. W 1573 papież Grzegorz XIII mianował go protektorem katolików obrządku greckiego, powierzył mu też kierowanie kongregacją do spraw francuskich. Od 1578 kard. Santori był także protektorem zakonu kapucynów. W 1587 został sekretarzem Rzymskiej Inkwizycji i kierował jej pracami aż do śmierci. Był jednym z dziewięciu kardynałów-inkwizytorów, którzy w 1600 roku podpisali wyrok śmierci na Giordana Bruno, uczestniczył też w procesie wytoczonym zaocznie królowi Francji Henrykowi IV. Był faworytem konklawe 1592, jednak tiarę uzyskał wówczas Ippolito Aldobrandini (jako papież Klemens VIII). Penitencjariusz większy 1592-1602, odrzucił propozycję objęcia archidiecezji neapolitańskiej. Biskup Palestriny od 1597. W 1599 współtworzył kongregację super negotiis Sancta Fidei et Religionis Catholicae, uważaną za prekursorkę Kongregacji Rozkrzewiania Wiary. Napisał szereg prac liturgicznych, historycznych i prawniczych, jest także autorem dzienników i autobiografii, częściowo opublikowanych w 1889–1890.
Data jego śmierci podawana jest na 9 maja, 28 maja lub 7 czerwca 1602. Za poprawnością najpóźniejszej z tych dat przemawia fakt, że według protokołów posiedzeń Kongregacji Świętego Oficjum Santori jeszcze w dniach 29-30 maja oraz 5 czerwca 1602 przewodniczył jej obradom.